# Référendum liechtensteinois de 1949
 (août 2025).
Un référendum a lieu au Liechtenstein le 12 juin 1949. 

## Contenu
Le référendum porte sur une modification du Code du commerce.

## Contexte
Il s'agit d'un référendum facultatif d'origine populaire : dans le cadre de l'article 66 de la constitution, le projet de loi voté par le Landtag le 28 décembre 1948 fait l'objet d'une demande de mise à la votation par un minimum de 400 inscrits.
Un comité est à l'origine du rassemblement de signatures en faveur de la mise à la votation populaire. Il juge en effet que cette modification du Code du commerce des 10 avril 1910 et 13 décembre 1915 introduisant un examen obligatoire d'obtention d'un master et un certificat d'aptitude en secteur commercial constitue une restriction de la liberté de commerce.

## Résultat
| Choix                                 | Votes | %     |
| ------------------------------------- | ----- | ----- |
| Pour                                  | 529   | 21,62 |
| Contre                                | 1 918 | 78,38 |
| Votes blancs et invalides             | 141   | –     |
| Total                                 | 2 588 | 100   |
| Inscrits/Participation                | 3 322 | 77,90 |
| Source: Démocratie Directe (Allemand) |       |       |